# Am Krötelnfeld
Am Krötelnfeld war eine Ortslage im Norden der bergischen Großstadt Wuppertal. Der Name Am Krötelnfeld ist als eigenständige Bezeichnung für diese Ortslage mehrheitlich nicht mehr im Bewusstsein der Bevölkerung vorhanden.

## Lage und Beschreibung
Die Ortslage lag auf einer Höhe von 214 m ü. NN im Bereich der heutigen Katernberger Straße Ecke Julius-Lucas-Weg im Süden des Wohnquartiers Beek im Stadtbezirk Uellendahl-Katernberg. Benachbarte Ortslagen sind Falkenberg, Schörren, Dorp, Hackland, Eskesberg und Am Schaffstal.

## Geschichte
Die Ortslage ist auf der Topographischen Aufnahme der Rheinlande von 1824 ohne Beschriftung verzeichnet. 1832 gehörte der Ort zur Dorper Rotte des ländlichen Außenbezirks des Kirchspiels und der Stadt Elberfeld. Der laut der Statistik und Topographie des Regierungsbezirks Düsseldorf als Kotten kategorisierte Ort besaß zu dieser Zeit ein Wohnhaus und ein landwirtschaftliches Gebäude. Zu dieser Zeit lebten 24 Einwohner im Ort, davon vier katholischen und 20 evangelischen Glaubens.
Der Siedlungsplatz war bis in die 1970er Jahre bebaut und ging dann ab. Ende des 19. Jahrhunderts wurden bei Am Krötelnfeld die Villa Duncklenberg und die Villa Simons errichtet.